# ソユーズ27号
ソユーズ27号（Soyuz 27 、ロシア語: Союз 27）は、サリュート6号を訪れた1978年のソビエト連邦の有人宇宙飛行ミッションである。この宇宙ステーションに人が向かったのは3度目で、ドッキングに成功したのは2度目である。ソユーズ27号のドッキングによって、宇宙における3機のドッキングが初めて達成された。
このミッションの主目的は、軌道上のソユーズ宇宙船を交換し、後の補給船のために前面のドッキングポートを空けることであった。ウラジーミル・ジャニベコフとオレグ・マカロフは、宇宙ステーションで5日間を過ごした後、ソユーズ26号で地球に帰還した。

## 乗組員

### 出発時
- 船長 - ウラジーミル・ジャニベコフ(1)
- フライトエンジニア - オレグ・マカロフ(3)

### 帰還時
- 船長 - ユーリ・ロマネンコ(1)
- フライトエンジニア - ゲオルギー・グレチコ(2)

### バックアップ
- 船長 - ウラジーミル・コワリョーノク
- フライトエンジニア - アレクサンドル・イワンチェンコフ

## パラメータ
- 質量:6,800 kg
- 近点:198.9 km
- 遠点:253.8 km
- 軌道傾斜角:51.65°
- 軌道周期:88.73分